# Sasaki fusai no jingi naki tatakai
Sasaki fusai no jingi naki tatakai (佐々木夫妻の仁義なき戦い?) è un dorama stagionale invernale in 10 puntate di TBS mandato in onda nel 2008.

## Trama
Norimichi e Ritsuko sono sposati da tre anni; entrambi avvocati di successo, si trovano però ad avere caratteri e personalità diametralmente opposte.
Questa profonda ed insanabile incompatibilità di carattere li porterà ad avviare le pratiche per il divorzio: ma i loro rispettivi caratteri accesi porteranno le loro dispute personali in fino in tribunale: la battaglia è appena iniziata.

## Personaggi
- Gorō Inagaki - Norimichi Sasaki (32)
- Koyuki Katō - Ritsuko Sasaki (32)
- Keisuke Koide - Hajime Sakuraba (24)
- Wakana Sakai - Megumi Suzuki (26)
- Arata Furuta - Tetsuo Inoki (35)
- Kyoko Enami - Yutoko Sasaki (57)
- Masahiko Nishimura - Kiyoshi Chono (45)
- Makoto Fujita - Keiichiro Baba (60)
- Gin Pun Chou - Hiroko Uno
- Ken Utsui
- Koji Yamamoto
- Sachiko Sakurai
- Toshie Negishi
- Kyoko Enami
- Yokota Jaguar
- Machiko Washio - ep.1
- Mayumi Asaka - ep.1,2
- Miyako Takeuchi - ep.1,3
- Maimi Okuwa - ep.2
- Saki Matsuda - ep.3
- Tamotsu Ishibashi - ep.3
- Mayuko Iwasa - ep. 4
- Jun Matsumoto (attrice) - ep. 8
- Yoshiko Inoue - ep.8-9
- Tatsuya Kose - ep.10
- Rei Okamoto
- Hironari Amano
- Antonio Inoki
- Hiroshi Okochi
- Kumi Imura
- Toshiya Sakai
- Keiji Muto
- Akira Hokuto
- Mayumi Hasegawa

## Distribuzione
La serie televisiva è stata diffusa in lingua inglese con il titolo The Sasaki Couple's Merciless Battle.

## Episodi
1. Love and a bloody-nose divorce battle begin!
2. A counter-attacking woman?
3. Divorce already?
4. Groping? I'm telling you, I didn't do it!
5. Inoki in tears! Family is everlasting
6. A forbidden kiss invites tragedy... A tearful end
7. Monetary compensation for pregnancy: 100 million yen?
8. Childbirth nears! A new human life: "Tomorrow"
9. The Last Judgment! I'll protect the child!
10. A teary-eyed courtroom!! The love of husband and wife is eternal...